# Primarias presidenciales de Apruebo Dignidad de 2021
Las primarias presidenciales de Apruebo Dignidad de 2021 fueron el método de elección del candidato presidencial de Chile de los partidos Comunista, Revolución Democrática, Convergencia Social, Comunes y Federación Regionalista Verde Social para la elección de 2021.
Esta fue la primera de los partidos de izquierda agrupados en la alianza Apruebo Dignidad, conformada a su vez por los conglomerados Frente Amplio y Chile Digno. El diputado Gabriel Boric fue nominado como candidato por los partidos del Frente Amplio, que incluyen a Revolución Democrática, Convergencia Social y Comunes, además de otros movimientos políticos. En tanto, el alcalde Daniel Jadue fue el nominado de Chile Digno, compuesto por el Partido Comunista y la Federación Regionalista Verde Social, además del Partido Igualdad —incorporado a la coalición con posterioridad a la inscripción de las primarias—.
La elección, realizada el 18 de julio de 2021 en conjunto con la primaria de Chile Vamos, determinó a Gabriel Boric como candidato presidencial de Apruebo Dignidad, al obtener el 60,4% de los votos y superar a Daniel Jadue.

## Antecedentes
Para las elecciones de convencionales constituyentes del 15 y 16 de mayo de 2021, las diferentes fuerzas de centro e izquierda plantearon la posibilidad de alcanzar un pacto que permitiera una lista única y, en algún momento, avanzar hacia una candidatura presidencial única. Las tratativas fracasaron: los partidos de centroizquierda de la antigua Concertación conformaron Unidad Constituyente, mientras los miembros de Chile Digno y el Frente Amplio llegaron a un acuerdo para formar un pacto único para la elección de constituyentes llamado «Apruebo Dignidad». El fracaso de las negociaciones de unidad provocó un quiebre dentro del Frente Amplio y el Partido Liberal, junto a algunos miembros de Revolución Democrática, decidieron abandonar el FA y unirse con los miembros de Unidad Constituyente para la elección de constituyentes.
En los meses siguientes, los diferentes partidos del conglomerado avanzaron en la definición de sus precandidaturas presidenciales con miras a una primaria legal:
- Comunes: En enero de 2021 se mencionó la posibilidad de que este partido del Frente Amplio presentara a la candidata a la gobernación de la Región Metropolitana, Karina Oliva, como carta presidencial para las primarias; sin embargo, esto fue desmentido por la candidata.[2][3][4] Aunque finalmente no definieron el apoyo a un candidato propio ni a uno de otro partido,[5] Comunes se inscribió en la primaria de Apruebo Dignidad apoyando al candidato del Frente Amplio, Gabriel Boric.[6]
- Convergencia Social: El Comité Central de este partido del Frente Amplio proclamó el 17 de marzo de 2021 la candidatura de uno de sus fundadores, el diputado Gabriel Boric.[7][8] Ya que el partido no contaba con el mínimo requerido de adherentes para constituirse como partido político nacional y así presentar un candidato propio, realizó una campaña masiva de para inscribir adherentes. El 17 de mayo, un día antes del límite legal, CS anunció que cumplía con el mínimo requerido.[9]
- Federación Regionalista Verde Social: El 6 de septiembre de 2020, el FRVS proclamó como candidato del partido a su presidente, el diputado Jaime Mulet.[10][11] Sin embargo, la candidatura no despegó y, si bien apoyó las primarias de la coalición, el FRVS no registró una candidatura propia.[6]
- Fuerza Común: El 28 de marzo de 2021, el movimiento Fuerza Común anunció su apoyo a la candidatura de Gabriel Boric, luego de imponerse esta propuesta en un plebiscito entre participantes del movimiento, en el que también se evaluó apoyar al candidato de Unir, Marcelo Díaz.[12]
- Movimiento Unir: El 21 de noviembre de 2020, este movimiento parte del Frente Amplio, proclamó como su candidato al diputado Marcelo Díaz.[13][14] Sin embargo, Díaz bajó su candidatura presidencial el 18 de mayo de 2021 y anunció su apoyo a Gabriel Boric.[5]
- Partido Comunista: El PCCh anunció, en diciembre de 2018, su intención de presentar un candidato presidencial.[15] El alcalde de Recoleta, Daniel Jadue, se posicionó como la principal carta de su partido tras liderar las encuestas entre los precandidatos de la izquierda durante varios meses. Jadue manifestó en julio de 2020 su interés de ser candidato,[16][17] siendo anunciado como el candidato del partido el 30 de diciembre de 2020,[18] y oficialmente proclamado el 24 de abril de 2021.[19]
- Revolución Democrática: Pese a ser el partido con más votos dentro del Frente Amplio en la última elección, RD no contó con una figura presidencial para las elecciones de 2021. La candidata en las elecciones de 2017, la periodista Beatriz Sánchez, desistió a comienzos de 2021 de una nueva candidatura presidencial y fue proclamada como candidata a la Convención Constitucional,[20] y la posibilidad de nominar al senador Juan Ignacio Latorre se desvaneció rápidamente.[2][3] Finalmente, el 23 de marzo de 2021, el partido proclamó como candidato a Gabriel Boric.[21]

Mientras los partidos de la coalición designaban a sus candidatos, en varias instancias se planteó la posibilidad de una «primaria amplia» que incluyera a toda la oposición, incluyendo también a Unidad Constituyente y el Partido Humanista. Tras los resultados de las elecciones del 15 y 16 de mayo, se presentó la posibilidad de una primaria entre los candidatos de Apruebo Dignidad y la representante del Partido Socialista, Paula Narváez; sin embargo, las negociaciones se rompieron horas antes de la inscripción de candidaturas. Así, el 18 de mayo se inscribieron ante el Servel las elecciones primarias de la lista «Apruebo Dignidad» (compuesta oficialmente por el PCCh, FRVS, RD, CS y Comunes), siendo sus candidatos Gabriel Boric y Daniel Jadue.

## Candidaturas
Se incluyen las candidaturas que fueron oficializadas y proclamadas por algún partido de Apruebo Dignidad. Están presentados en el orden en que aparecieron en la papeleta:
| Nombre (partido)                                                      | Apoyos políticos        | Descripción |
| --------------------------------------------------------------------- | ----------------------- | --- |
| Gabriel Boric (CS-Frente Amplio) Eslogan: Sumando para un nuevo Chile | FA: - CS - RD - COM     | El Frente Amplio desde el estallido social había planteado la necesidad de competir por la presidencia de la República. La candidata en la elección de 2017, la periodista Beatriz Sánchez, desistió a comienzos de 2021 de una nueva candidatura presidencial y fue proclamada como candidata a la Convención Constitucional. Ante la falta de figuras, se mencionó la posibilidad de nominar al senador Juan Ignacio Latorre, siendo finalmente proclamado Gabriel Boric como candidato de Convergencia Social, lo que sería apoyado posteriormente por RD, Fuerza Común, Unir y Comunes. |
| Daniel Jadue (PCCh-Chile Digno) Eslogan: Chile digno                  | ChD - PCCh - FREVS - PI | El Partido Comunista anunció en diciembre de 2018 su intención de presentar un candidato presidencial. El alcalde de Recoleta, Daniel Jadue, se posicionó como la principal carta de su partido tras liderar las encuestas entre los precandidatos de la izquierda durante varios meses. Jadue manifestó en julio de 2020 su interés de ser candidato, siendo anunciado como el postulante presidencial del partido el 30 de diciembre de 2020 y oficialmente proclamado el 24 de abril de 2021. El movimiento político y social Izquierda Libertaria también respaldó al abanderado comunista. La Federación Regionalista Verde Social —que conforma el pacto Chile Digno— en junio de 2021 postergó su definición presidencial tras congelar sus conversaciones con el PCCh por un acuerdo parlamentario, aunque el 7 de julio oficializó su apoyo a Jadue en la primaria. El Partido Igualdad anunció su respaldo a Jadue el 10 de junio de 2021. Dado que el partido formalizó su participación en Chile Digno posteriormente a la inscripción de las candidaturas, los militantes del PI no pudieron votar en la primaria. |

## Debates
| Fecha y cadena                          | Lugar         | Moderador/es                                                  | CL Presente S Sustituto/a A Ausente NI No invitado | CL Presente S Sustituto/a A Ausente NI No invitado |                                                                   |         |         |
| --------------------------------------- | ------------- | ------------------------------------------------------------- | -------------------------------------------------- | -------------------------------------------------- | ----------------------------------------------------------------- | ------- | ------- |
| Fecha y cadena                          | Lugar         | Moderador/es                                                  |                                                    |                                                    |                                                                   |         |         |
| Fecha y cadena                          | Lugar         | Moderador/es                                                  | CNN Chile-Chilevisión 22 de junio                  | Metropolitana                                      | Daniel Matamala Montserrat Álvarez Macarena Pizarro Mónica Rincón | P Boric | P Jadue |
| La Red 7 de julio                       | Metropolitana | Mónica González Santiago Pavlovic Alejandra Matus             | P Boric                                            | P Jadue                                            |                                                                   |         |         |
| Anatel 11 de julio de 2021              | Metropolitana | Juan Manuel Astorga Mónica Pérez Matías del Río Mónica Rincón | P Boric                                            | P Jadue                                            |                                                                   |         |         |
| El Desconcierto 12 de julio             | Metropolitana | Meri Freixas Andrea Obaid                                     | P Boric                                            | A                                                  |                                                                   |         |         |
| Ibero Americana Radio Chile 13 de julio | Metropolitana | Antonio Quinteros Mirna Schindler Andrés Vial                 | P Boric                                            | A                                                  |                                                                   |         |         |

## Resultados
Para las primarias presidenciales organizadas por el Servicio Electoral de Chile (Servel) estaban habilitados para votar 14 693 433 ciudadanos, de los cuales 14 627 497 estaban habilitados dentro de Chile y 65 936 en el exterior. Se habilitaron 2202 locales de votación: de ellos, 2091 estaban repartidos en el territorio nacional y 111 en el extranjero.
|  | 60,43 % |

|  | 34,19 % |

|  | 39,57 % |

|  | 22,39 % |